# Roselia (banda)
Roselia es una banda de rock femenina que forma parte de la franquicia BanG Dream! de Bushiroad. Fue formada en 2016, las integrantes del grupo interpretan personajes ficticios en la serie de anime y el juego para móviles BanG Dream! Girls Band Party!, además de interpretar los instrumentos de sus personajes en conciertos.
La banda está formada por Aina Aiba (voz), Haruka Kudō (guitarra), Yuki Nakashima (bajo), Megu Sakuragawa (batería) y Kanon Shizaki (teclado). En el universo musical, la banda está representada por Yukina Minato (Aiba), Sayo Hikawa (Kudō), Lisa Imai (Nakashima), Ako Udagawa (Sakuragawa) y Rinko Shirokane (Shizaki). Yurika Endō y Satomi Akesaka, quienes tocaron el bajo y el teclado respectivamente como Lisa y Rinko, formaron parte de la formación original del grupo antes de dejar la franquicia en 2018.
De las nueve bandas que componen BanG Dream!, Roselia es una de las seis cuyos miembros interpretan su propia música en conciertos. El grupo ha producido 13 sencillos y cuatro álbumes.

## Historia

### Primeros años (2016-2017)
Roselia apareció por primera vez en el Tokyo Game Show en septiembre de 2016 para promocionar el próximo juego de ritmo para móviles BanG Dream! Girls Band Party!. Como invitadas especiales, el grupo estaba formado por Aina Aiba (Yukina), Haruka Kudō (Sayo), Yurika Endō (Lisa), Megu Sakuragawa (Ako) y Satomi Akesaka (Rinko). En aquel entonces, Roselia era uno de los dos grupos de la franquicia cuyas integrantes eran actrices de voz capaces de interpretar los instrumentos de sus personajes en vivo, uniéndose a Poppin'Party.
En febrero de 2017, Roselia debutó en vivo en la tercera fiesta de BanG Dream! Live Sparklin'Party 2017 en el Tokyo Dome City Hall, donde fueron presentadas como invitadas secretas. Según Endō, la banda había ensayado durante aproximadamente medio año antes del concierto. El grupo interpretó tres canciones: versiones del tema de apertura de Neon Genesis Evangelion: Death & Rebirth y Steins;Gate, seguidas de la pieza original "Black Shout". "Black Shout" (oficialmente en mayúsculas) se lanzó como sencillo debut de la banda el 19 de abril, junto con la canción "Louder"; el sencillo alcanzó la séptima posición en la lista de sencillos de Oricon. El 30 de abril, Roselia actuó en el concierto del décimo aniversario de Bushiroad en el Yokohama Arena junto a Poppin'Party, donde interpretaron una segunda pieza original, "Re:birth day". La canción sería lanzada como el segundo sencillo de Roselia el 28 de junio y alcanzó el noveno lugar en la lista semanal de Oricon.
El primer concierto en vivo de Roselia, "Rosenlied", tuvo lugar el 30 de junio de 2017 en el Shibuya Duo Music Exchange. "Rosenlied" significa "Canción de la Rosa" en alemán, y los siguientes conciertos y álbumes de la banda también usarían palabras en alemán como títulos. Tras una recepción abrumadoramente positiva, una segunda actuación con el mismo nombre se celebró el 29 de julio en el Coliseo Ariake. En agosto, la banda actuó en el Animelo Summer Live, donde interpretaron "Black Shout" y "Louder". Su tercer sencillo, "Passionate Starmine", se lanzó a finales de mes; alcanzó el tercer puesto en la lista diaria de Oricon y el séptimo en la clasificación semanal. El tema que acompaña al sencillo, "-Heroic Advent-", se utilizó como tema de cierre del anime Cardfight!! Vanguard G:Z.
En septiembre de 2017, Aiba y Kudō presentaron una charla en vivo en la CharaExpo, organizada por Bushiroad, en Singapur. Al año siguiente, Roselia ofreció un concierto en la CharaExpo USA 2018 en Anaheim, California, junto a las bandas de BanG Dream!, Poppin'Party y Raise A Suilen. Los tres grupos regresaron a la exposición en 2019. Aiba también fue invitado especial a la Anime Expo 2018 en Los Ángeles, California, y al Madman Anime Festival 2019 en Melbourne, Australia, para promocionar Girls Band Party!.
El anime de BanG Dream! comenzó en 2017, con Roselia como personaje. Cuando Sanzigen, un estudio de animación generado por computadora, cuyos trabajos anteriores eran exclusivamente series de ciencia ficción, se convirtió en el animador de la serie en 2018, prepararon la segunda temporada animando un video musical para la canción de Roselia, "Neo-Aspect". Roselia también interpretaría la música temática de la temporada "Brave Jewel" y "Safe and Sound".

### Primer álbum y salida de Endō y Akesaka (2018-2019)
El primer álbum del grupo Anfang ("Comienzo" en alemán), que contiene sus primeros cinco sencillos hasta el momento, se lanzó el 2 de mayo de 2018. El álbum vendió 25.000 copias y fue descargado 5.510 veces en su primera semana de lanzamiento, lo que le permitió ocupar el segundo lugar en la lista de álbumes de Oricon y encabezar las listas de álbumes digitales de Oricon e iTunes.
En 2018, Endō y Akesaka dejaron la banda y la franquicia por motivos de salud. Endō participó en su último concierto con Roselia en el BanG Dream! 5th Live (subtitulado Ewigkeit, "Eternidad" en alemán) el 13 de mayo; su reemplazante Yuki Nakashima debutó en el espectáculo, y ambas tocaron juntas con la banda en una presentación de seis integrantes. "R" fue el primer sencillo de la banda con Nakashima como Lisa. El último evento de Akesaka fue el Roselia Fan Meeting 2018 en Culttzz Kawasaki el 17 de septiembre, y se realizó una audición abierta para encontrar a su reemplazante. El 7 de noviembre, las cuatro integrantes de la banda ofrecieron un concierto titulado Vier ("Cuatro" en alemán) en el Shinagawa Stellar Ball, y poco después se anunció a Kanon Shizaki como la nueva teclista de Roselia. Las voces de Endō y Akesaka también se actualizaron con las de Nakashima y Shizaki en Girls Band Party!.
La banda regresó al Animelo Summer Live en agosto de 2019; además de interpretar tres canciones originales, Roselia colaboró con Konomi Suzuki para una versión de su canción "This Game". Otros conciertos durante el año incluyeron su primera actuación al aire libre, Flamme/Wasser ("Llama/Agua" en alemán), en el Fuji-Q Highland Conifer Forest en agosto, y el concierto conjunto "Rausch und/and Craziness" con Raise A Suilen en el Makuhari Messe a finales de noviembre. Un segundo concierto de Rausch tuvo lugar en el Musashino Forest Sport Plaza en febrero de 2020.

### Segundo álbum y sus películas de anime (2020-presente)
En 2020, el décimo sencillo de Roselia, "Promise", se lanzó el 15 de enero, seguido de su segundo álbum Wahl seis meses después. Wahl que ocupó el tercer puesto en la lista de álbumes de Oricon, significa "elección" en alemán; según Aiba, la palabra simboliza la decisión de cada miembro de unirse a la banda, mientras que las nuevas canciones del álbum representan las acciones de sus respectivos personajes. "Promise" se ubicó en el puesto 87 de los sencillos más vendidos de Billboard Japan en 2020, mientras que Wahl ocupó los puestos 62 y 67 en las listas de álbumes más vendidos y Hot Albums, respectivamente. En marzo, la banda recibió el Premio de Canto en la 14.ª edición de los Premios Seiyu. El primer concierto de Roselia del año fue Einheit, el primer día del 8.º concierto de BanG Dream! en el Fuji-Q Highland Conifer Forest, el 21 de agosto; Aiba regresó para el bis del concierto dos días después junto a Raychell y Poppin'Party de Raise A Suilen.
"ZEAL of proud", el undécimo sencillo de la banda, se lanzó el 20 de enero de 2021; la canción titular se usó posteriormente como tema de apertura de Cardfight!! Vanguard overDress. Rausch und/and Craziness II se celebró el 22 de febrero en el Yokohama Arena, y un concierto en línea titulado Rausch und/and Craziness -interlude- tuvo lugar el 12 de diciembre de 2020. Una película de dos partes centrada en la banda, titulada BanG Dream! Episode of Roselia, subtitulada Promise y Song I am., ambos nombres de canciones de Roselia, se estrenó en cines en 2021; Promise se estrenó el 23 de abril, mientras que Song I am. lo hizo el 25 de junio. Roselia y Poppin'Party actuaron juntas en el BanG Dream! 9th Live, subtitulado The Beginning, en el Fuji-Q Highland Conifer Forest los días 21 y 22 de agosto. Ambos también actuaron en Animax Musix 2021 en el Yokohama Arena el 20 de noviembre. Edelstein tuvo lugar los días 11 y 12 de diciembre en el Century Hall del Centro de Congresos de Nagoya.

## Miembros
Miembros actuales
- Aina Aiba (Yukina Minato, voz): Cuando se unió a la franquicia BanG Dream!, Aiba era la que menos experiencia musical tenía en la banda. Al principio, se mostró reticente a interpretar a la estoica Yukina, ya que se consideraba una persona activa, pero finalmente se comprometió con el papel. En una entrevista con Famitsu en 2020, explicó que intenta "expresar mis sentimientos secretos con una expresión y voz contenidas", ya que Yukina reprime sus emociones al actuar.[30]
- Haruka Kudō (Sayo Hikawa, guitarra principal): Kudō comenzó a tocar la guitarra en el instituto; aunque deseaba debutar en el escenario como cantante, sus actuaciones en directo como guitarrista de Roselia le dieron la oportunidad de cantar. En los conciertos, toca un ESP M-II.[31]
- Yuki Nakashima (Lisa Imai, bajo): Oficialmente descrita como la "sexta integrante de Roselia", Nakashima debutó en el BanG Dream! 5th Live. Sin contar el reemplazo de las líneas de Endō en el juego, su primer papel como actriz de voz como Lisa fue en el video musical de "Neo-Aspect".[32]
- Megu Sakuragawa (Ako Udagawa, batería): Sakuragawa comenzó a tocar la batería en la secundaria, pero no estaba familiarizada con el rock más duro antes de Roselia.
- Kanon Shizaki (Rinko Shirokane, tecladista): Shizaki fue anunciada como la nueva teclista de Roselia y actriz de voz de Rinko el 7 de noviembre de 2018. Antes de unirse a la franquicia, llevaba 12 años tocando el piano.[33]

Miembros anteriores
- Satomi Akesaka (Rinko, 2016-2018): Akesaka creció tocando el piano, pero lo dejó en la adolescencia. En agosto de 2018, la franquicia anunció que la dejaría (oficialmente se le llamó "graduada") tras ser diagnosticada con pérdida auditiva neurosensorial. Había sufrido pérdida auditiva temporal en dos ocasiones en marzo, y asistir a conciertos era demasiado arriesgado para continuar.[34] Su último evento fue el Roselia Fan Meeting de 2018.
- Yurika Endō (Lisa, 2016-2018): Antes de Roselia, Endō no tenía experiencia con el bajo. En diciembre de 2017, anunció que se retiraría de la industria del entretenimiento en junio de 2018 debido a problemas de salud.[35] La última actuación de Endō con Roselia fue en el BanG Dream! 5th Live, y su último concierto tuvo lugar el 1 de junio.

## Medios
Siguiendo la premisa de BanG Dream! de que las actrices de voz interpreten su propia música, las integrantes de Roselia interpretan personajes del anime y de Girls Band Party!. En una entrevista de 2019 con Billboard Japan, Kudō y Sakuragawa destacaron que la distinción de ser una "banda de actores de voz" contribuyó a aumentar el interés entre el público que no estaba familiarizado con el juego ni con la serie.
En el anime y el juego, Roselia es una popular banda liderada por Yukina Minato, cuyas habilidades han captado la atención de la industria musical. Una banda de rock con inclinaciones al metal sinfónico, sus espectáculos se basan en el estilo gótico y en un vestuario y visuales elaborados. Su nombre es una combinación de "rosa" y "camelia", una referencia a una rosa azul que representa el objetivo de la banda de lograr lo imposible.
Como Poppin'Party es la protagonista del anime, Roselia tiene un papel secundario en la primera temporada, donde actúan en el concierto final de la sala de conciertos Space. Posteriormente, ambas bandas comparten un papel coprotagonista en la animación original de la serie, ambientada en la playa, con "Passionate Starmine", de Roselia, como tema de cierre del episodio. Roselia recibe mayor atención en la segunda temporada, ya que presenta un espectáculo autofinanciado y apoya los planes de Poppin'Party de organizar el suyo propio. La tercera temporada sigue la participación de Roselia en el concurso Girls Band Challenge junto a Poppin'Party y Raise A Suilen.
En la historia principal de Girls Band Party!, la banda es uno de los cuatro grupos reclutados por el personaje jugador y Poppin'Party para participar en el evento titular. Las historias de la banda, centradas en Roselia, siguen la formación del grupo en "Bloom of the Blue Rose", sus esfuerzos por recuperar su orgullo tras una pelea en "Neo-Aspect" y sus aspiraciones de profesionalizarse en Sprechchor. Las dos primeras historias de la banda y la trilogía de eventos "Noble Rose" también se tratan en Episode of Roselia.